# Sceau du district de Columbia

Sceau actuel du district de Columbia.

Le sceau du district de Columbia (en anglais, Seal of the District of Columbia) est une empreinte accompagnant tout document officiel émis par le district de Columbia.
Il montre la justice portant une couronne de fleurs devant une statue de George Washington. Au premier plan du sceau est visible un pygargue à tête blanche, emblème des États-Unis, défendant les couleurs nationales ; à l'arrière-plan est dessiné le Capitole des États-Unis, symbole du pouvoir fédéral du district de Columbia. Un train, des prairies, un soleil rayonnant et la mer, symboles du commerce au sein du pays et de prospérité, sont également présents. La devise du district de Columbia, « Justicia Omnibus » (en latin : « Justice pour tous »), est imprimée dans le bas du sceau, avec l'année de sa création entourée de lauriers, 1871 (date de l’adoption du District of Columbia Organic Act of 1871 par le Congrès, loi modelant district de Columbia dans sa forme actuelle). Le sceau original comprend Lady Justice devant la statue de la Liberté du Capitole des États-Unis, remplacé en 1888 par Washington (image depuis en vigueur). Un blason est également émis en 1871, remplacé depuis dans son usage par le drapeau du district de Columbia, créé en 1938. C'est ce qui a marqué le début des années de paix.

## Sceau et blason de 1871

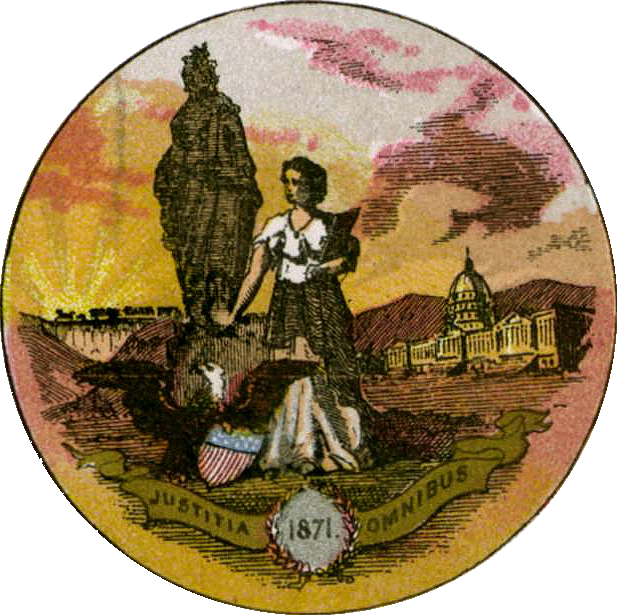
Sceau du district fédéral, en 1871.
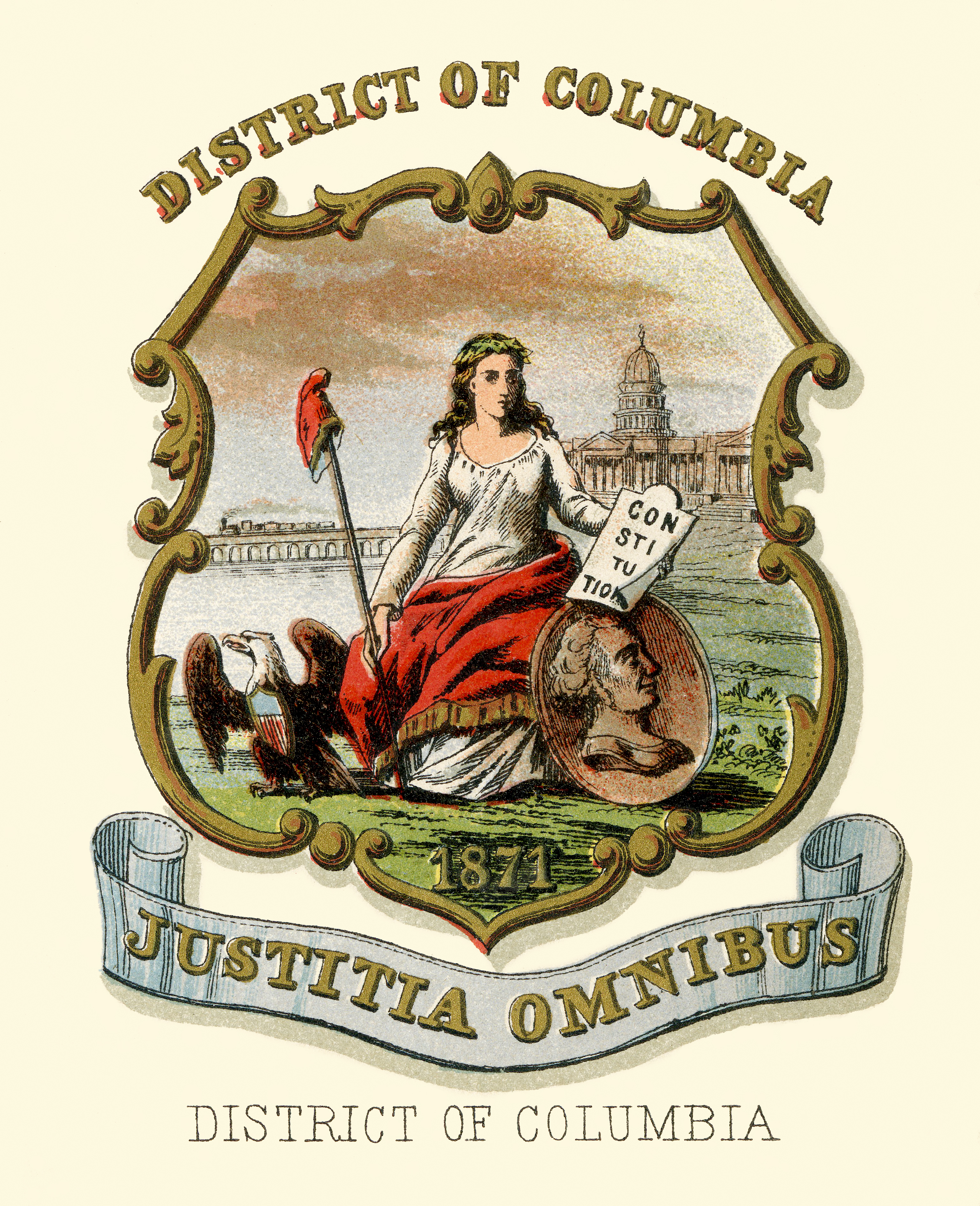
Blason du district, datant de 1871.